# Thea Garrett

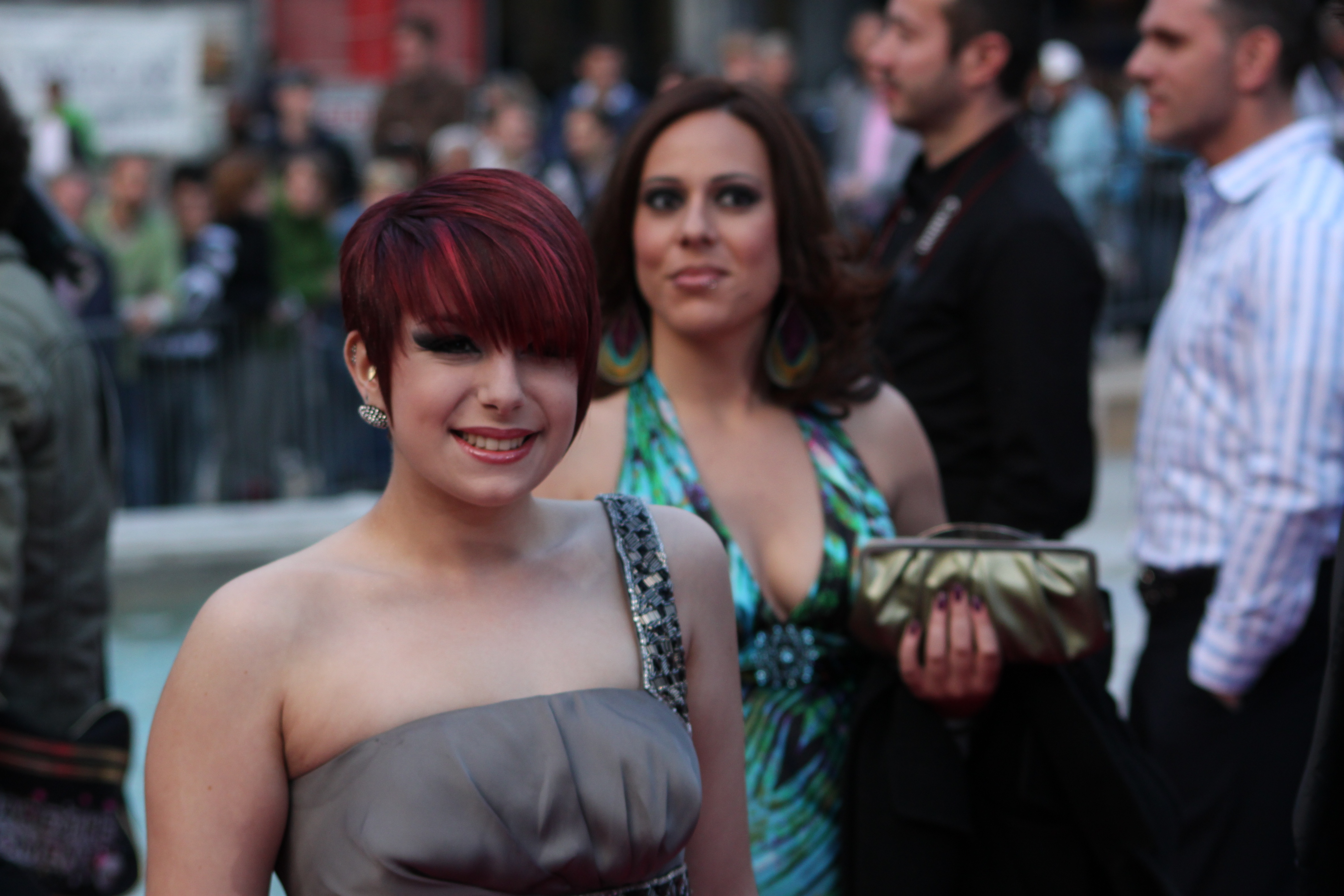
Thea Garrett

Thea Garrett (n. la 15 martie 1992) este o cântăreață din Malta. A fost născută în satul Tarxien din sudul Maltei. Ea și-a reprezentat țara la Concursul Muzical Eurovision 2010 cu melodia „My Dream”. Există și controverse în ceea ce privește participarea ei, întrucât ea are un contract pe un an cu o agenție semnat la 1 noiembrie 2009 și ar putea apărea probleme în legătură cu asta.